# Cloniocerus aureovittatus
Cloniocerus aureovittatus är en skalbaggsart som beskrevs av Stefan von Breuning 1955. Cloniocerus aureovittatus ingår i släktet Cloniocerus och familjen långhorningar. Inga underarter finns listade i Catalogue of Life.